# Yannick Jadot
Pour les articles homonymes, voir Jadot.
Yannick Jadot , né le 27 juillet 1967 à Clacy-et-Thierret (Aisne), est un militant écologiste et homme politique français.
Il est membre des Verts à partir de 1999 et directeur des campagnes de Greenpeace France de 2002 à 2008.
Tête de liste d'Europe Écologie dans la circonscription Ouest aux élections européennes de 2009, il est député européen jusqu'en 2023. La liste qu'il dirige au niveau national lors des élections européennes de 2019 arrive en troisième position avec 13,5 %.
Au terme d'une primaire, il est désigné candidat d'Europe Écologie Les Verts (EÉLV) à l'élection présidentielle de 2017, avant de se retirer en faveur de Benoît Hamon (Parti socialiste).
À l'issue de la primaire de l'écologie de 2021, il est le candidat du Pôle écologiste pour l'élection présidentielle de 2022. Il arrive en sixième position avec 4,63 % des suffrages.
Candidat aux élections sénatoriales de 2023, il est élu sénateur de Paris et démissionne de son mandat de député européen.

## Situation personnelle

### Famille et vie privée
Yannick Jadot, fils d'un couple d'enseignants et cadet d'une fratrie de quatre garçons, grandit à Laon en Picardie,. Son frère Thierry Jadot a été président de la filiale française de l'agence de publicité japonaise Dentsu Aegis Network de 2012 à 2020.
Yannick Jadot est père de deux garçons nés d'une union passée,. En mai 2019, au moment des élections européennes, la presse révèle que, depuis deux ans, sa compagne est la journaliste spécialisée Isabelle Saporta, qui abandonne sa chronique sur RTL, la presse rappelant la « jurisprudence Anne Sinclair ».

### Formation et débuts dans le monde associatif
Après avoir obtenu son baccalauréat au lycée Paul-Claudel de Laon dans l’Aisne, il fait des études d’économie à l'université Paris-Dauphine. Dans la foulée du mouvement estudiantin de 1986 contre le projet de loi Devaquet de réforme des universités, il participe à la fondation de l'association La Déferlante.
Après une maîtrise (aujourd'hui master 1) de commerce international spécialisée en économie du développement obtenue en 1990 à Paris-Dauphine, à partir de 1995, il travaille plusieurs années au Burkina Faso et au Bangladesh. Avec Solagral il milite « contre la violence de la mondialisation néo-libérale », à Seattle et ailleurs pour les contre-sommets de l’Organisation mondiale du commerce, mais également à Porto Alegre lors du forum social où le mouvement altermondialiste se structure.

### Passage à Greenpeace
Il est directeur des campagnes de Greenpeace France de 2002 à septembre 2008 : il est amené à y travailler avec Michèle Rivasi, qui en est directrice quelques mois entre 2003 et 2004, dans une atmosphère tendue, jusqu'au départ de celle-ci,,. Au cours de son action au sein de Greenpeace France, il est notamment condamné pour atteinte aux intérêts supérieurs de la Nation pour avoir pénétré dans la base opérationnelle de l'Île longue (rade de Brest), port des sous-marins nucléaires lanceurs d’engins de la Marine nationale, dans le cadre de l'opération Plutonium menée par l'ONG contre le nucléaire,.
Il est un des fondateurs et le porte-parole de L'Alliance pour la planète, un important rassemblement d'organisations écologistes, dissous par la suite, au nom duquel il a participé au Grenelle de l'environnement, dont il est l'un des principaux négociateurs,,.

### Procès EDF

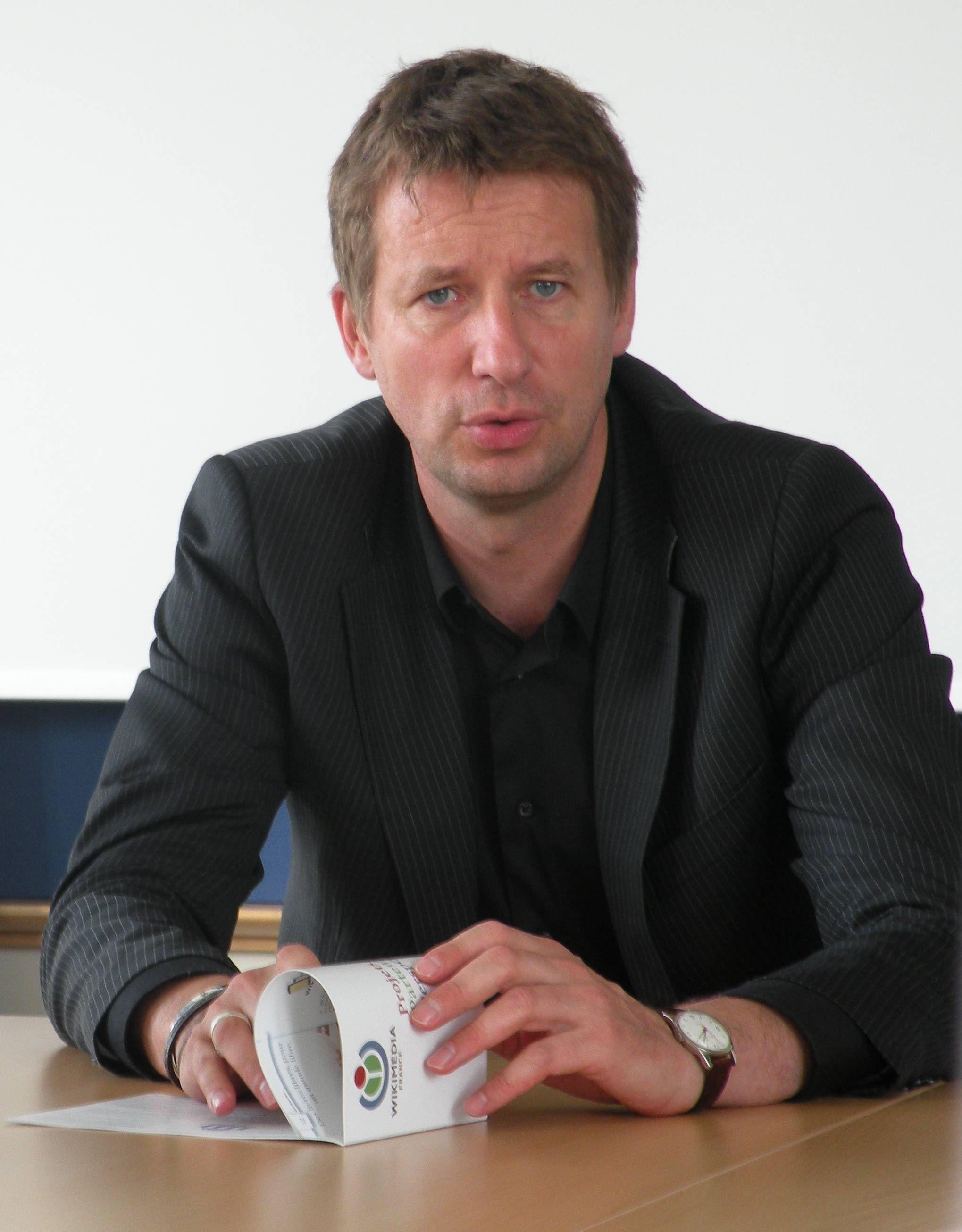
Yannick Jadot en 2011.

Directeur de campagne de Greenpeace, Yannick Jadot est visé par un espionnage informatique pour lequel l’ancien commandant de police Pierre François, adjoint au responsable de la sécurité auprès d'Électricité de France (EDF), est mis en examen,,,.
Le site d’information Mediapart rend publique l'affaire. Le procès s'ouvre le 17 octobre 2011. EDF est condamnée pour espionnage contre Greenpeace à 1,5 million d'euros. Le 10 novembre 2011, Pierre François est condamné à trois ans de prison dont trente mois avec sursis et Pascal Durieux, responsable de la sécurité d'EDF, à trois ans de prison dont deux avec sursis. EDF fait appel : le 6 février 2013, EDF et Pascal Durieux sont relaxés. Pierre François est condamné à six mois de prison ferme et 10 000 € de dommages-intérêts à verser à Yannick Jadot,.

## Parcours politique

### Débuts
Yannick Jadot indique avoir, dans sa jeunesse, distribué des tracts pour le Parti socialiste avec son père militant au Centre d'études, de recherches et d'éducation socialiste (CERES).
Il adhère aux Verts en 1999 dans le sillage de la campagne de Daniel Cohn-Bendit aux élections européennes. En 2002, il fait le lien avec les organisations altermondialistes pour la campagne de Noël Mamère, candidat des Verts à l'élection présidentielle.
En 2005, il prend position pour le « oui » au référendum sur le traité établissant une constitution pour l'Europe.
En juillet 2006 il est condamné à deux mois de prison avec sursis et 2000 euros d'amende pour atteinte aux intérêts supérieurs de l'État à la suite de « l'inspection citoyenne » d'une centrale nucléaire en mai 2005.

### Départ de Greenpeace pour EELV
Le 1er septembre 2008, il annonce qu'il quitte Greenpeace pour rejoindre Europe Écologie, le rassemblement des écologistes pour les élections européennes de 2009 mené par Daniel Cohn-Bendit avec le soutien des Verts français et européens, ainsi que Régions et peuples solidaires. Il dirige alors la communication de la campagne d'Europe Écologie.
D'après lui, après le Grenelle de l’environnement, « les ONG remplissent leur rôle de contre-pouvoir, les citoyens restent mobilisés, mais côté politique ça ne suit pas » et « face à la crise écologique, l’offre politique est insatisfaisante voire indigente. À nous d’incarner cet espace qui représente largement plus de 10 % dans l’opinion. »
Tête de liste d'Europe Écologie dans la circonscription Ouest (Bretagne, Poitou-Charentes et Pays-de-la-Loire), il obtient 16 % des voix et est élu député européen avec 13 autres candidats.
Au sein d'Europe Écologie Les Verts, le parti qui succède aux Verts en 2010, il est membre du bureau exécutif transitoire jusqu'au 5 juin 2011. Porte-parole d'Eva Joly pendant la primaire écologiste qui l'oppose à Nicolas Hulot, en prévision de la campagne pour l'élection présidentielle, il démissionne le 22 novembre 2011, jugeant Eva Joly trop critique à l'égard du Parti socialiste et évoquant la prise de distance de la candidate avec l'accord entre EELV et le Parti socialiste qui venait d'être signé,,. Alors qu'il a l'ambition d'être nommé au gouvernement après l'élection de François Hollande, la ministre Cécile Duflot s'y oppose en représailles de son départ de la campagne d'Eva Joly et au profit de Pascal Canfin.

### Actions au Parlement européen
Au sein du Parlement européen il est vice-président de la commission du commerce international, coordinateur pour le groupe des Verts et également membre de la commission parlementaire chargée des questions énergétiques, industrielles et de recherche. Ses principaux rapports au Parlement européen portent sur les accords de partenariat volontaire sur l'exportation de bois légal en Europe par le Congo et le Cameroun,, la transparence des agences de crédit à l'exportation et un rapport sur la cohérence des politiques commerciales internationales dans le cadre des impératifs dictés par les changements climatiques[réf. nécessaire]. Soulignant le nombre de ses « rapports fictifs » (qui rendent compte de la position d'un groupe sur un sujet donné) au terme de ses deux premiers mandats, Aline Robert, éditrice en chef d’EURACTIV, juge qu'il « fait le boulot, de façon assez sérieuse. Il n’est pas forcément très influent au sein du Parlement européen, mais il est très actif au sein de son groupe ».
Il participe à la conférence de Copenhague de 2009 sur les changements climatiques et est membre officiel de la délégation du Parlement européen pour la conférence de Cancún de 2010 sur les changements climatiques.
À nouveau tête de liste d'EELV dans la circonscription de l’Ouest lors des élections européennes de 2014, il est réélu avec 10,36 % des suffrages exprimés, un score bien en deçà de celui de 2009.
Le 27 octobre 2016 au Parlement européen, Yannick Jadot interpelle le président de la Commission européenne Jean-Claude Juncker sur le traité de libre-échange Europe-Canada (CETA). La vidéo de son discours, postée sur son compte Facebook, est vue près de 1,5 million de fois,,.

### Projet de candidature à l’élection présidentielle de 2017

#### Primaire d'Europe Écologie Les Verts

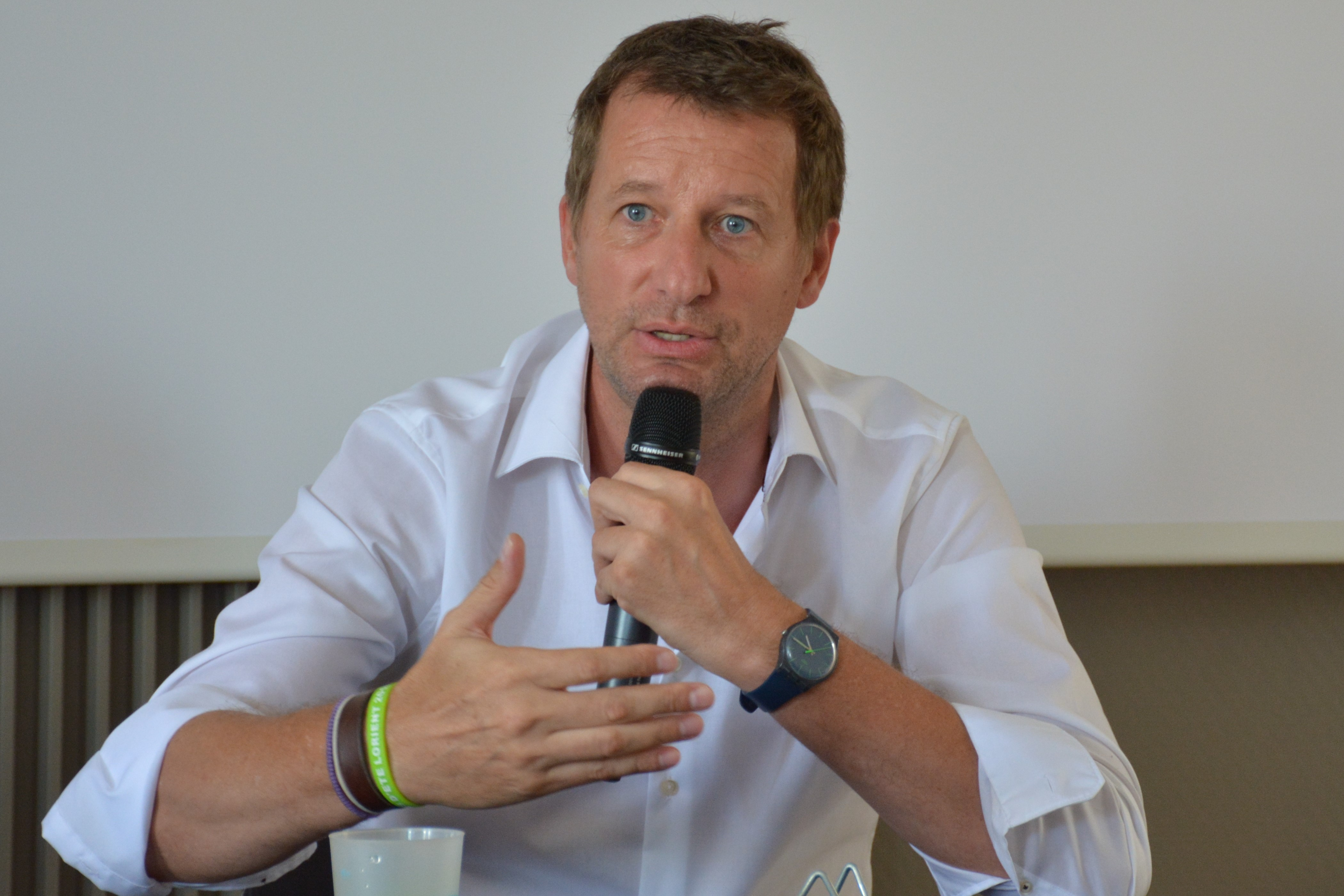
Yannick Jadot en 2016.

En janvier 2016, en vue de l'élection présidentielle de 2017, afin d'éviter l'élimination de la gauche et des écologistes du second tour de la présidentielle et convaincu que la ligne politique incarnée par François Hollande et Manuel Valls peut être battue, il en appelle à l'organisation d'une primaire de la gauche et des écologistes et indique qu'il soutiendrait Nicolas Hulot s'il était candidat.
Il est à l'origine de l'appel qui lance le projet de primaires à gauche pour la présidentielle de 2017. Constatant l'aggravation des fractures à gauche (déchéance de nationalité, loi Travail adoptée sans vote au Parlement…), l'initiative d'une élection primaire rassemblant toute la gauche est finalement abandonnée.
Yannick Jadot annonce le 13 juillet 2016 qu'il est candidat à la primaire écologiste en vue de l'élection présidentielle de 2017. Mediapart indique que « s’il a engrangé des ralliements dans toutes les sensibilités du parti EELV, il est le seul à bénéficier du soutien de l’aile « droite » du parti, la motion Europa portée par le sénateur Ronan Dantec ». Pour ce dernier, « Jadot est identifié sur deux sujets : Tafta et le climat. Ça lui permet de faire une synthèse pourtant difficile entre différents courants : les réalos et les plus radicaux ».
En octobre 2016, il reçoit le soutien de l'acteur Philippe Torreton, qui tourne un clip en sa faveur. Le 19 octobre, en remportant 35,61 % des suffrages, il se qualifie pour le second tour des primaires devant Michèle Rivasi.
Le 7 novembre 2016, il remporte le second tour des primaires face à Michèle Rivasi (54,25 % contre 45,75 %) et devient le candidat d'Europe Écologie Les Verts (EELV) pour l'élection présidentielle de 2017.

#### Retrait en faveur de Benoît Hamon

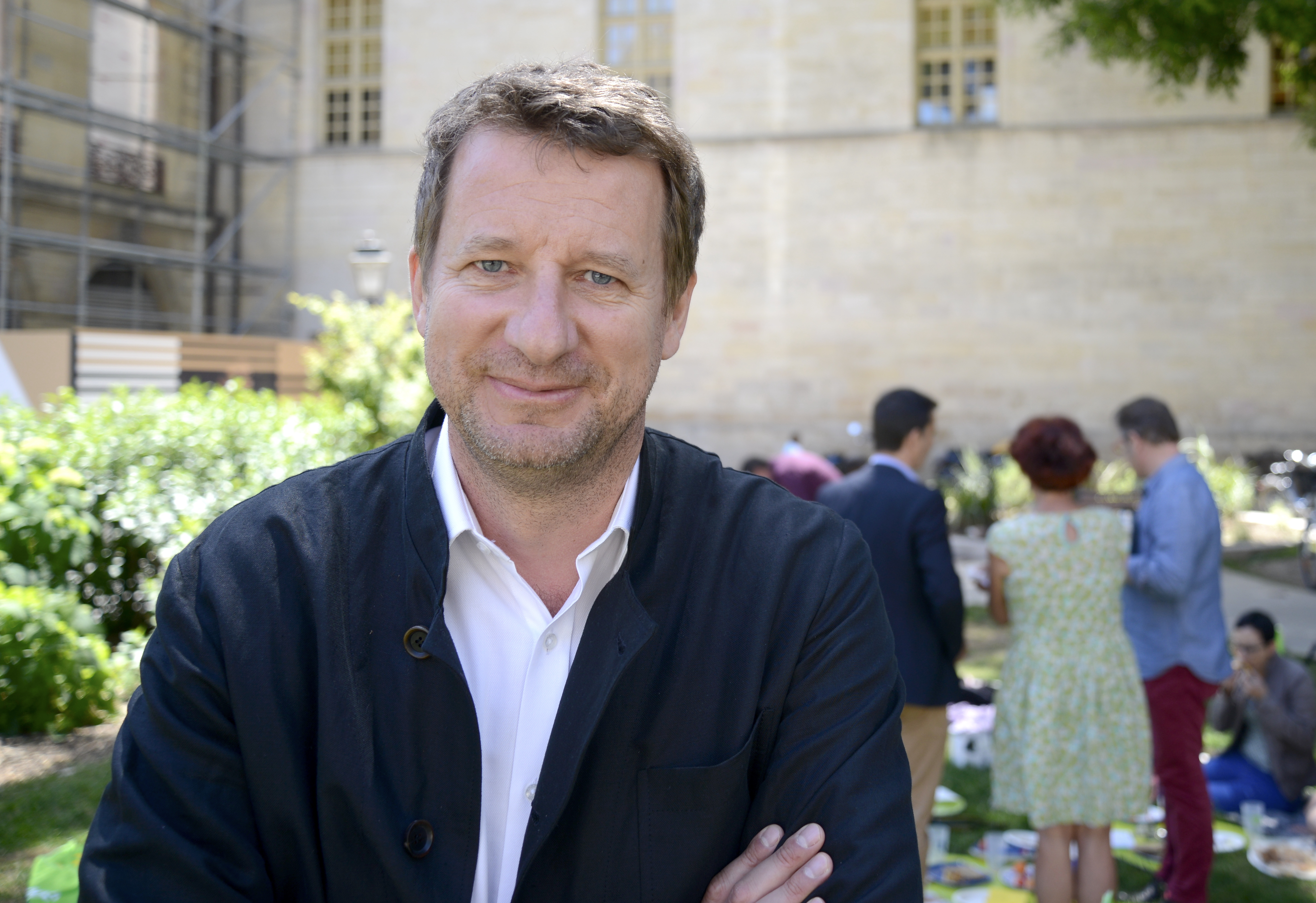
Yannick Jadot, le 5 juin 2017 à Dijon.

Après la victoire inattendue de Benoît Hamon le 29 janvier à la Primaire citoyenne organisée par le Parti socialiste et ses alliés sur une ligne marquée par l'écologie, un processus de rapprochement entre leurs deux candidatures est initié. Ce processus est aussi lié aux sondages décevants de janvier : dans aucun d'entre eux Jadot ne dépasse 2,5 %.
Le parti écologiste organise alors une consultation auprès de ses adhérents et des citoyens ayant participé à la primaire de l'écologie, les invitant à voter sur internet du 14 au 16 février, afin de se prononcer sur une démarche de dialogue avec les candidats Benoît Hamon et Jean-Luc Mélenchon (La France insoumise). Les votants sont 89,70 % à se prononcer en faveur de ces discussions. Les organisateurs précisent alors qu'« en cas d'accord, les votantes et les votants de la Primaire seraient à nouveau consulté-e-s ».
Le 23 février, avant que n'ait eu lieu ce vote, Yannick Jadot annonce au Journal de 20 heures de France 2 qu'il rallie Benoît Hamon, à qui les sondages de février ont donné 11 % à 13 %, en retirant sa candidature à l'élection présidentielle. En échange de son retrait il a obtenu plusieurs engagements de la part du candidat du PS : l'absence de candidats socialistes dans les circonscriptions des députés EELV sortants aux prochaines législatives, la fin du projet d'aéroport de Notre-Dame-des-Landes, la sortie du nucléaire en vingt-cinq ans et l'instauration de la proportionnelle aux élections législatives. L'accord de désistement prévoit également la prise en charge des dépenses de campagne de Yannick Jadot par le PS, mais cet accord ne sera pas honoré. Pour Sandrine Rousseau, secrétaire générale adjointe du parti, Jadot « prend le collectif à revers » en annonçant son retrait avant le vote des militants. De nombreux militants et cadres du parti parlent de « trahison », de « déni de démocratie » et rappellent que la promesse d'amorce de sortie du nucléaire, déjà présente dans l'accord PS-EELV pour les élections législatives de 2012, n'a pas été honorée.
Pour le journaliste Bruno Roger-Petit, il « n’était pas en mesure de rassembler les 500 parrainages nécessaires afin de concourir à l’élection présidentielle ».
Une consultation des votants de la primaire est organisée du 24 au 26 février. Parmi les membres du bureau exécutif du parti, Julien Bayou se prononce pour tandis qu'Élise Lowy et Thierry Pradier se prononcent contre. L'accord de soutien à la candidature de Benoît Hamon est validé à 79,53 % par les électeurs écologistes. Peu après, Benoît Hamon gagne trois points et fait 14 % à 16 % dans 3 des 4 premiers sondages de mars.

### Tête de liste EELV aux élections européennes de 2019
Ayant perdu la plupart de ses élus par rapport au quinquennat précédent, ne comptant plus de député, EELV connaît des difficultés au début de la présidence d'Emmanuel Macron, le parti étant divisé entre ceux qui prônent l'autonomie aux élections et ceux qui défendent des alliances avec d'autres partis de gauche. Yannick Jadot avait lui-même manifesté son intérêt pour le Mouvement du 1er juillet lancé par Benoît Hamon, avant de s'en éloigner après quelques semaines, estimant avoir été un « faire-valoir » pour Benoît Hamon.
Fort de sondages le plaçant nettement au-dessus des 5 %, EELV annonce une liste autonome aux européennes 2019. Yannick Jadot en est la tête de liste et exprime son objectif de 15 %,,. Il rejette la proposition de Ségolène Royal, à qui il s'oppose sur la question de l'arrêt de la réforme sur le prix du carburant, de se joindre à la liste,,. Il présente sa liste comme n’étant « ni de droite, ni de gauche », affirmant : « L'écologie, c'est pas la gauche. L'écologie veut occuper une place centrale dans le débat politique. L'écologie, c'est bien plus que la gauche ». Ce positionnement suscite notamment les critiques de Benoît Hamon et Yves Contassot, ex-EELV qui dénonce un « retour au ni-ni des années Waechter et de l’alignement sur les Grünen prêts à s’allier avec la droite libérale allemande »,. Alors qu'il déclare dans un premier temps ne pas exclure d'alliance du groupe écologiste au Parlement européen avec la droite, les libéraux et les socialistes, il revient sur ses propos, estimant qu'aucune coalition avec le groupe du Parti populaire européen n'est possible, ce qui est confirmé par le secrétaire national d'EELV David Cormand.
Le 26 mai 2019 les médias qualifient de « surprise » le score de 13,47 % obtenu par la liste EELV menée par Yannick Jadot,, car il est très supérieur à la moyenne des sondages des jours précédents (sous la barre des 10 %). Ce score en fait la troisième force politique française dans ce scrutin. Il déclare au soir des élections : « C'est une vague verte européenne dont nous sommes les acteurs ce soir. Les Françaises et les Français ont envoyé un signal très clair : ils veulent que l'écologie aussi soit au cœur du jeu politique et ce message a été lancé dans toute l'Europe ». Il fustige la proposition des États sur les postes à responsabilité au sein de l'Union européenne, déclarant que le Conseil européen « a clairement exprimé que c’est une coalition à trois », sans les Verts.
D’août 2018 à juillet 2019, Jadot est la personnalité politique la plus présente dans les matinales avec 54 passages.

### Après les élections européennes de 2019
Après les élections européennes de 2019, il est accusé de chercher à imposer l'hégémonie d'EELV à gauche, excluant de « se mettre autour d’une table entre anciens partis du XXe siècle pour faire des accords, des machins, des trucs » : 160 personnalités écologistes et de gauche, dont des membres d’EELV, publient notamment une tribune mettant en garde contre « le péché d’orgueil et d’isolement »,.
En vue des élections municipales de 2020, il prône un « pragmatisme » municipal qui irait jusqu’à conclure des alliances avec des maires divers droite à la fibre écologiste, ce qui irrite un certain nombre de cadres de son parti déjà surpris par ses propos conciliants avec les milieux économiques lors de la campagne des élections européennes. Sans le nommer, David Cormand met publiquement en garde contre les orientations qui lui sont prêtées.
En vue du congrès d'EELV de novembre 2019, appelé à renouveler la direction du parti et à redéfinir sa ligne politique, il est hostile à la liste victorieuse, conduite par Sandra Regol et Julien Bayou, membres de la direction sortante et proches de David Cormand et souhaite une direction élargie. Selon Sud Ouest il se serait davantage reconnu dans la liste menée par Éva Sas. Il appelle également EELV à se dépasser dans un grand mouvement écologiste ouvert aux non adhérents.

### Primaire présidentielle écologiste de 2021

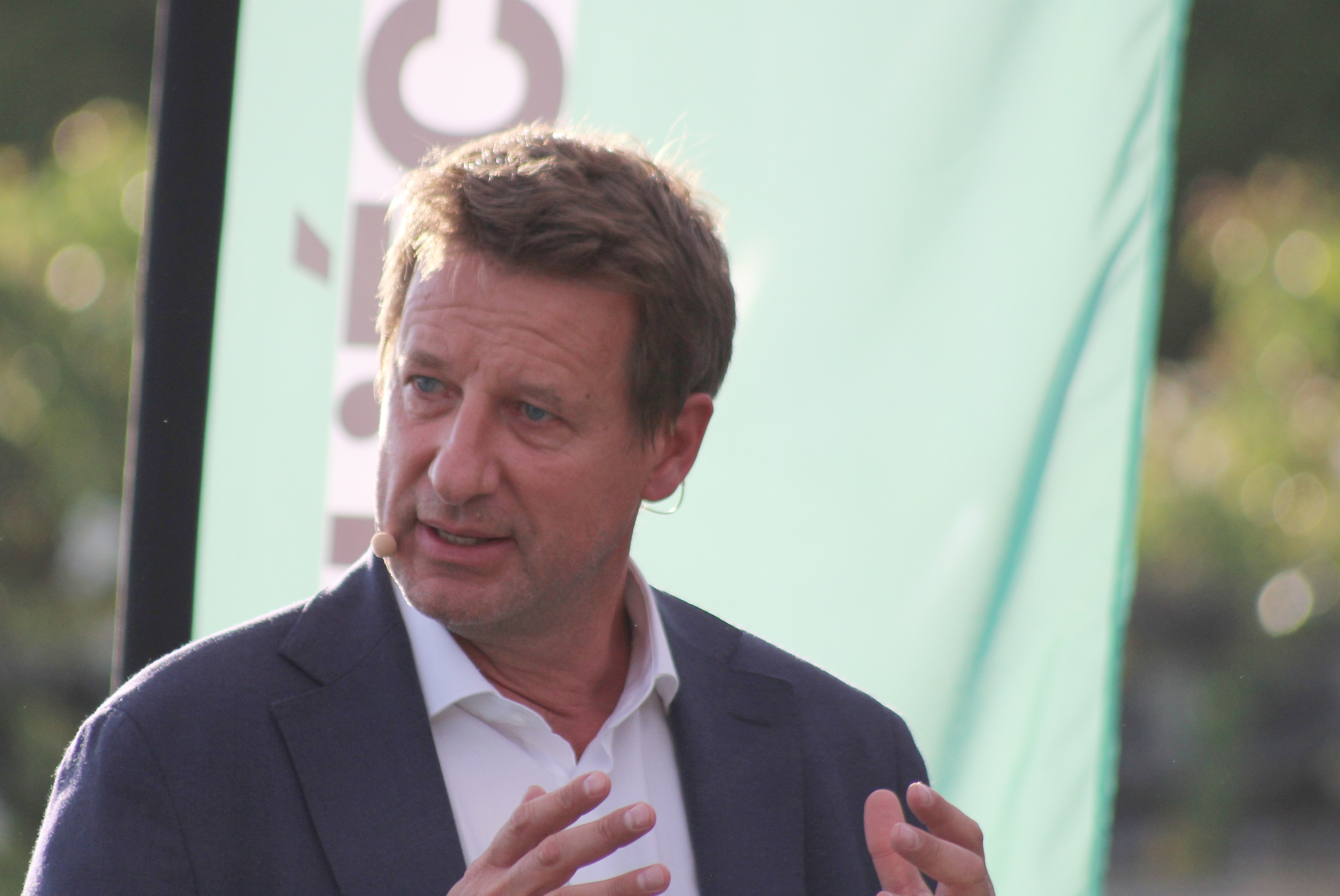
Yannick Jadot en 2021.

Après les élections européennes de 2019 son exposition médiatique s'accroît. Yannick Jadot rend publique sa relation avec la journaliste Isabelle Saporta dans Paris Match, ce qui conduit à lui prêter l'ambition de se présenter à l'élection présidentielle de 2022. Il déclare en mai 2020 qu’il ne souhaite pas participer à la primaire écologiste de 2021 pour désigner le candidat à la présidentielle de 2022. Il appelle en août 2020 à accélérer le processus de désignation du candidat écologiste, contre l'avis de la direction d’EELV. En novembre 2020, lorsque EELV officialise l'organisation d'une primaire, il s’inquiète du périmètre restreint du scrutin, plaide pour « une candidature unique » à gauche et indique que « si la primaire rend impossible l’impératif de rassemblement et devient une machine à diviser et donc à perdre, alors [il prendra ses] responsabilités ».
Le 30 janvier 2021, il annonce la création d'une plateforme nommée « 2022, l'écologie ! » sur laquelle seront lancées des propositions en vue de l'élection présidentielle de 2022. La plateforme est adossée à une association de financement homonyme,.
En avril 2021, il est à l'initiative d'une réunion rassemblant des responsables d'EELV, de La France insoumise, du PS, de Génération.s, du PCF, du Parti radical de gauche et des Nouveaux Démocrates, en vue de préparer un accord pour une candidature commune à l'élection présidentielle et pour les législatives ainsi qu'un programme de gouvernement. Avec Olivier Faure il apparaît comme partisan d'une alliance rapide entre EELV et le PS sans chercher à inclure La France insoumise.
En mai 2021, il se distingue par sa participation à la manifestation de policiers à Paris, alors que la direction d'EELV a refusé toute participation. Le secrétaire national Julien Bayou évoque une « erreur » de sa part.
Il annonce sa candidature à la primaire présidentielle de l'écologie de 2021 le 30 juin 2021. Considéré comme le favori, il a comme concurrents Delphine Batho, présidente de Génération écologie, Jean-Marc Governatori (Cap21), Éric Piolle, maire de Grenoble et Sandrine Rousseau, ancienne porte-parole d'EÉLV. Il est jugé plus centriste que ses concurrents,.
Dans son programme figurent :
- un investissement de 20 milliards d'euros par an dans un plan de relance économique ;
- le conditionnement de la totalité des aides publiques aux entreprises au respect des objectifs climatiques, du progrès social et de l'égalité des sexes ;
- la création pour les précaires d'un revenu citoyen à partir de 18 ans, sous la forme d'une revalorisation immédiate de 100 euros appliquée au barème du RSA ;
- l'instauration d'un impôt sur le patrimoine ;
- l'abaissement de la TVA sur les produits et services contribuant à des objectifs sanitaires, culturels et environnementaux, par exemple à 5,5 % pour les produits 100 % recyclés ;
- l'utilisation des revenus de la taxe carbone pour la rénovation énergétique des logements, « aider à l'achat d'un véhicule moins polluant » ;
- l’interdiction de la vente des voitures diesel et thermique à partir de 2030, alors que la Commission européenne a fixé cet objectif à l’horizon 2035 ;
- la généralisation des zones à faibles émissions en 2025 ;
- l'interdiction de l’importation des produits issus ou contribuant à la destruction des forêts primaires, notamment le soja et l'huile de palme ;
- l'interdiction des néonicotinoïdes et du glyphosate dès 2022 ;
- la sortie progressive de l’élevage industriel[95],[93],[96],[97],[98].

Le 1er juillet, Yannick Jadot est sollicité par les organisateurs de la primaire populaire pour contribuer à un socle programmatique commun qui lierait les candidats à cette primaire. Mais le 11 juillet le texte ne sera pas signé. Son équipe annonce aux organisateurs le 22 novembre 2021 qu'il ne participera pas à une nouvelle primaire.
Une tribune de soutien à sa candidature est publiée le 18 août 2021 : celle-ci est signée par environ 1 200 personnes dont la moitié des sénateurs écologistes, un tiers des parlementaires européens EELV et 30 % des conseillers départementaux et régionaux écologistes élus en juin 2021. Contexte indique que « l’organigramme de sa campagne rassemble un noyau dur d’écologistes dont une majeure partie a soutenu la motion – finalement battue – d’Éva Sas au congrès d’EELV en 2019 » et qu'il s'appuie sur le haut fonctionnaire Pascal Brice pour rassembler au-delà de son camp et « s’imposer à la tête d’une éventuelle alliance de toute la gauche ». Sa campagne est dirigée par le député européen Mounir Satouri. L'ancien sénateur Jean Desessard et l'ancienne députée européenne Hélène Flautre figurent également dans son premier cercle.
Il arrive en tête du premier tour de la primaire avec 27,70 % des voix, devançant de deux points et demi Sandrine Rousseau. Le second tour propose ainsi un duel entre « une écologie de gouvernement » portée par Yannick Jadot et « une écologie de rupture » défendue par Sandrine Rousseau. Au second tour il est donné vainqueur avec 51,03 % des voix au terme d'un scrutin serré.
Selon France Info, il doit sa victoire au fait d'avoir fait « valoir son expérience et sa notoriété », d'avoir « attiré de nombreux soutiens dans l'entre-deux-tours » (notamment Karima Delli, Bruno Bernard, Eva Joly, Aurélien Taché et Bruno Latour), d'avoir « retourné les arguments de Sandrine Rousseau à son avantage » et de s'être « (un peu plus) imposé dans les sondages pour la présidentielle ».
La chercheuse Vanessa Jérôme indique qu'il a « suscité l’adhésion des plus libéraux économiquement des écologistes, et convaincu les plus sceptiques que sa notoriété et le caractère raisonnable, si ce n’est consensuel, de ses propositions aideraient aussi lorsqu’il s’agirait de convaincre au-delà des rangs écologistes. Entouré de proches du temps d’Europe Écologie, version campagne européenne de 2009, d’artisans de sa candidature de 2016, d’experts en communication et de personnalités médiatisées qui contribuent aux plus récents débats sur les thèmes qui intéressent l’écologie, il a su rallier à sa candidature de nombreux élus, l’essentiel des cadres et des dirigeants verts dans l’entre-deux-tours ainsi que beaucoup de militants qui, à défaut d’être toujours séduits par l’homme ou ses propositions, craignaient le plus les effets médiatiques délétères d’une candidature jugée trop radicale, clivante ou ne serait-ce qu’originale ».

### Candidat à l'élection présidentielle de 2022

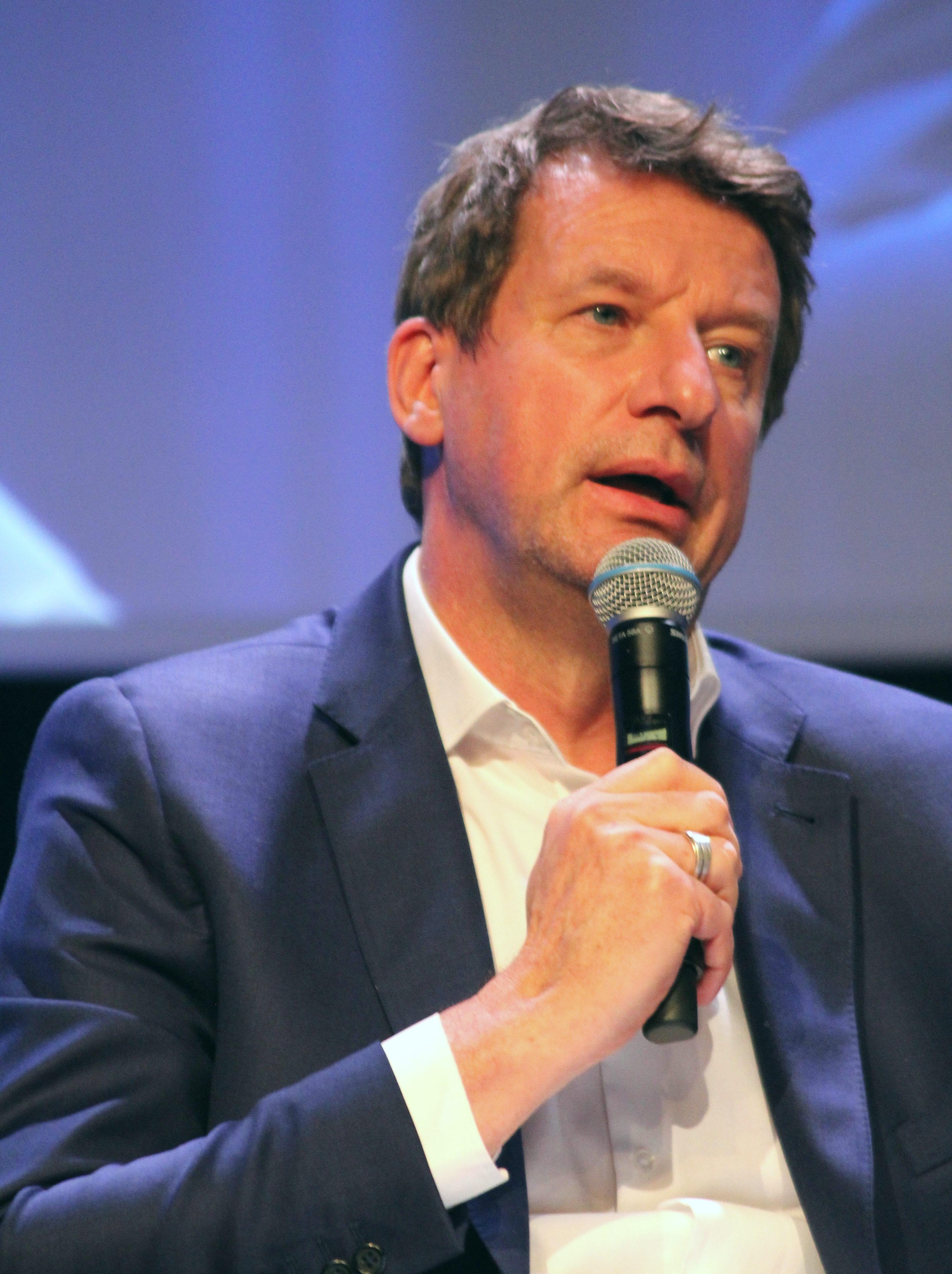
Yannick Jadot au forum européen de l'eau Forum Européen de l'eau, à La Rochelle, le 25 janvier 2022.

Le 28 septembre 2021, Yannick Jadot remporte la primaire présidentielle de l'écologie face à Sandrine Rousseau avec 51,03 % des voix au second tour. Il devient ainsi le candidat du Pôle écologiste (Europe Écologie Les Verts, Génération.s, Génération écologie, Cap écologie, Mouvement des progressistes) à l'élection présidentielle de 2022.
Par rapport à ses propositions de la primaire écologiste, il propose notamment un plan de relance de 50 milliards d'euros par an sur le quinquennat (au lieu de 20 milliards).
Le logement est affiché comme une priorité, notamment la construction de logements sociaux et la rénovation afin de lutter contre la précarité énergétique. Il propose de mettre en place une assurance universelle sur les loyers protégeant les bailleurs du risque d'impayés et les locataires des surenchères concernant les obligations de caution et de garantie.
Sur le terrain de la protection de la nature, il entend : instaurer le crime d'écocide, créer un ministère des droits des animaux et un défenseur de la nature, baisser la TVA sur les aliments bio, pousser l'objectif européen de baisse des émissions de gaz à effet de serre de -55 % à -65 % d’ici à 2030 (par rapport aux émissions de 1990),. Il veut suspendre la chasse le week-end et pendant les vacances scolaires, affirmant notamment que 75 % des ruraux n'osent pas se promener en période de chasse.
Yannick Jadot veut renforcer l’hôpital public et s'attaquer aux déserts médicaux. Il s'oppose à l’ouverture de nouveaux EHPAD à but lucratif. Concernant la pandémie de Covid-19, il soutient la vaccination et la position du conseil scientifique qui « préfère convaincre que contraindre ». Il appelle par ailleurs à la levée des brevets sur les vaccins qui « doivent devenir un bien public ».
Concernant l'éducation, il entend recruter 65 000 enseignants, revaloriser de 20 % les salaires de début et de milieu de carrière, et adapter les rythmes scolaires en dégageant plus de place pour les activités pratiques (« plus de sports, de travaux manuels, de culture et de nature »),.
Au niveau institutionnel, il plaide pour l'élection de l'Assemblée nationale « à la proportionnelle avec parité totale à l'arrivée — et non plus seulement dans les candidatures » et substituer au « couple exécutif, un nouveau couple formé par le président de la République et la présidente de l'Assemblée nationale, un binôme paritaire dans l'équilibre des pouvoirs ».
Sur le plan économique, il propose les mesures suivantes :
- « restaurer un impôt sur la fortune et aller vers l'ISF climatique »[108] ;
- fusionner le RSA et la prime d'activité pour en faire un revenu citoyen ;
- installer une nouvelle gouvernance sociale des entreprises avec une meilleure implication des salariés dans les instances de décision[118] ;
- mettre en place une convention citoyenne sur le sujet du temps de travail[119] ;
- instaurer un système de bonus-malus pour l’impôt sur les sociétés[111] ;
- renationaliser EDF (sous le statut d'un EPIC) pour en faire « un outil stratégique puissant, cohérent au service de la transition énergétique ». Il demande par ailleurs la mise en place d'une commission d'enquête sur le « fiasco » de l'EPR de Flamanville[120].

Face à l'augmentation brutale du coût de l'énergie, il propose une prime de 400 € « pour les plus modestes » et un « forfait mobilité durable » à la charge de l'employeur prenant en charge les frais de transport jusqu'à 1 000 euros par an.
Concernant le pouvoir d'achat, il propose de :
- porter le salaire minimum interprofessionnel de croissance (SMIC) à 1 500 euros net en fin de quinquennat (contre 1 269 euros net en 2022) ;
- dégeler la valeur du point d'indice qui sert à calculer la rémunération des fonctionnaires (la dernière en date datant de 2017)[123] avec des hausses de 10 % dans la santé[124] ;
- réduire le retard de salaire des enseignants par rapport à la moyenne européenne[124] ;
- conditionner les aides publiques à une revalorisation des salaires[125].

À propos des retraites, Yannick Jadot est favorable à des dispositifs de départ anticipé pour les « carrières les plus difficiles » et rétablir le compte pénibilité pour mettre fin à cette « injustice énorme d'espérance de vie ». Yannick Jadot veut engager 1 milliard d'euros de plus pour la justice et repenser la mission de la police. Il engage un plan contre les violences faites aux femmes pour « éduquer, former et protéger, avec une police et une justice spécialisée ».
Face aux menaces russes à la frontière ukrainienne, il demande à la présidence française de l'Union européenne d'« organise[r] un sommet à Kiev » pour témoigner l'attachement de l'Europe à l'intégrité territoriale et à la démocratie en Ukraine. Il dénonce par ailleurs les relais « pro-russes en France » que sont selon lui Éric Zemmour, Marine Le Pen et Jean-Luc Mélenchon. Le fossé se creuse avec Mélenchon après l'entrée en guerre de la Russie contre l'Ukraine. Yannick Jadot se prononce en faveur d'un « embargo sur le gaz et le pétrole russes », expliquant que par notre consommation, nous finançons cette guerre à hauteur de 700 millions de dollars par jour. Pour sa part, Mélenchon qualifie l’idée de « mignonne ». Jadot qualifie en retour son « non-alignement » de « capitulation face à Vladimir Poutine ».
Il dénonce l'« inaction climatique » du candidat sortant et propose d’instaurer une « loi de séparation des lobbies et de l’État ».
Il est éliminé dès le premier tour de l’élection présidentielle 2022. Victime du « vote utile » et de la désunion de la gauche, il arrive en sixième position avec 4,7 % ne franchissant pas la barre symbolique mais financièrement critique des 5 % des suffrages,. Il appelle à voter Emmanuel Macron au second tour et à réagir lors des élections législatives.
Selon Mediapart, « les 120 propositions de Yannick Jadot misent davantage sur la crédibilité que sur la radicalité » et « si la ligne de l’autonomie transparaît dans les domaines réservés de l’écologie, la partie sociale du programme montre l’existence de passerelles avec le centre-gauche ». Selon Vanessa Jérome, politiste spécialiste des Verts, le programme de Yannick Jadot présente comme nouveauté d'être « pris dans des formes qu’on a appelées les nouvelles écosophies, avec des auteurs comme Bruno Latour, Vinciane Desprets ou Philippe Descola, qui travaillent cette question du vivant. La préoccupation est ancienne, mais le vocabulaire est adapté au renouveau ».

### Élections sénatoriales de 2023
En février 2023, il se déclare candidat aux élections sénatoriales de 2023 à Paris, indiquant avoir « décidé de (s)'investir davantage dans la politique nationale en renforçant le groupe écologiste au Sénat qui se bat sur les énergies renouvelables, la constitutionnalisation de l'IVG, et obtient des victoires ». Il est en 8e position sur la liste d'union de la gauche aux élections sénatoriales.
Le dimanche 24 septembre 2023, il est élu sénateur de Paris. Il est remplacé au Parlement européen par Lydie Massard, suivante sur la liste des européennes et membre de l'Union Démocratique Bretonne, parti alors allié d'EELV.

### Élections municipales de 2026
Le 20 janvier 2025, il annonce souhaiter être le candidat des Verts à la mairie de Paris au élections munipales de 2026 en refusant de passer au préalable par une primaire écologiste si les autres candidats ne se retirent pas à son profit. Cette stratégie crée de vives réactions, qui lui reprochent de ne pas respecter la démocratie interne des écologistes,. En mars, face à son échec, Yannick Jadot abandonne la course aux municipales,.

## Prises de position

### Affaires étrangères, Union européenne et défense
Yannick Jadot considère que « l’Europe doit créer une armée européenne commune autonome de l’OTAN, tournée vers des missions de paix, en commençant par la coordination interarmées puis via la construction d’un corps permanent immédiatement opérationnel ».
Il plaide en 2019 pour l’adhésion de nouveaux États à l’Union européenne : « Intégrer de nouveaux pays permet d’harmoniser des politiques, notamment climatiques, visant l’intérêt général à une échelle toujours plus grande. Pour certains pays, ce peut être le moyen de renforcer la démocratie et la transparence ».
Dans une tribune publiée dans Le Monde en 2021, Yannick Jadot se montre critique à l'égard de la Chine et de la Russie, auxquelles il attribue la « montée des tensions internationales », la diffusion de « fausses nouvelles », le soutien à des « mouvements extrémistes » et le rachat de « nos entreprises-clés ». Il appelle par ailleurs l'Union européenne à mettre « immédiatement fin au projet gazier Nord Stream 2 » avec la Russie et à armer l'Ukraine contre « l’agression militaire de son voisin russe ». Le journaliste Serge Halimi estime que cette tribune, dépourvue de toute critique à l'égard des États-Unis, de l’Arabie saoudite ou d’Israël, le rapproche du courant néoconservateur sur les questions de politique étrangère,.
Yannick Jadot accuse TotalEnergies d’être « complice » des « crimes de guerre » de la Russie dans la guerre russo-ukrainienne. L'entreprise annonce une action en diffamation contre Yannick Jadot pour ces propos.

### Économie
Lors de la campagne pour les élections européennes de 2019, il s'attire les critiques d'une partie de la gauche en se disant favorable à « la libre entreprise » et à « l'économie de marché »,. Il met également en cause le « soviétisme » et le modèle économique du Venezuela. Le journaliste Arthur Nazaret estime alors que « Yannick Jadot se démarque de la sémantique traditionnelle employée par EELV pour évoquer les sujets économiques ». Dans des entretiens, Yannick Jadot déclare peu après qu'il « [combat] le capitalisme financier » et le « libéralisme prédateur sur l’environnement, les femmes, les hommes, les animaux et sur l’économie même », se dit favorable à « une économie régulée » et convient qu'on peut le qualifier d'« anticapitaliste »,. En 2020, il dénonce « un certain capitalisme outrancier et financier », mais défend « le capitalisme européen et le modèle social européen, qui ne sont pas les modèles chinois ou américain ». En 2021, lors de la campagne de la primaire présidentielle de l'écologie, il déclare défendre « une économie régulée écologiquement et socialement » et considère qu'« il faut dépasser le capitalisme bien sûr », un « modèle économique qui aujourd’hui détruit la planète (…), crée des inégalités inacceptables, conduit à un affaissement de la démocratie partout », en ajoutant qu'« il n’y aura pas de transition écologique sans les entreprises, sans les salariés ». En 2022, il réitère dans un entretien à Forbes son attachement à la régulation de l'économie et son opposition à la théorie du ruissellement, tout en soutenant la libre concurrence, la libre entreprise et les entrepreneurs, qui « doivent être récompensés pour les risques qu'ils prennent (...) », notamment en développant un « écosystème entrepreneurial ».
Il refuse de se prononcer pour ou contre la décroissance, indiquant : « Je suis décroissant pour le carbone, les maladies liées à l’environnement, les pesticides, mais je suis croissant pour le bien vivre ensemble ». La Croix estime en 2021 qu'il « défend la vision d’une écologie ni décroissante ni anticapitaliste ». Selon Alain Trannoy, directeur d’études à l’École des Hautes études en sciences sociales, Yannick Jadot juge « possible d’orienter le système capitaliste vers une autre croissance », ce qui le distingue des anticapitalistes radicaux, qui pensent qu’il sera impossible de tenir nos objectifs climatiques sans une révision profonde du système économique ».
En 2020, le journaliste Laurent de Boissieu relève que Yannick Jadot défend des propositions « relativement consensuelles en France, à défaut de l’être au sein de l’Union européenne : instaurer une taxe carbone aux frontières extérieures, adoptions d’un « Buy European Act » (protectionnisme dans les marchés publics) et d’un « Small Business Act » (priorité aux PME dans les marchés publics), « relocaliser une partie des productions » et lancer une véritable politique industrielle européenne afin d’en finir avec l’« aberration » de « vingt-six nationalismes industriels qui se font la compétition ». Le Monde indique que « Yannick Jadot répète souvent qu’il entretient les meilleures relations avec Laurent Berger et qu’il se retrouve dans les propositions du secrétaire général de la CFDT. »
Lors de la campagne présidentielle de 2022, il prévoit dans son programme, tout comme Anne Hidalgo pour le PS, de maintenir l’âge légal de 62 ans pour un départ à taux plein, alors que Fabien Roussel pour le PCF et Jean-Luc Mélenchon pour La France insoumise souhaitent revenir à un âge légal de départ à la retraite de 60 ans. En 2023, alors que le gouvernement mène un projet de réforme visant notamment à reporter l'âge légal de départ à la retraite de 62 à 64 ans, il défend le maintien l’âge légal de 62 ans, tandis que la NUPES et certains élus écologistes défendent un retour à la retraite à 60 ans.

### Infrastructures
Yannick Jadot est opposé aux projets de liaison ferroviaire transalpine Lyon - Turin et de contournement ouest de Strasbourg. En 2021, il indique qu'il ne souhaite pas arrêter le déploiement de la 5G, estimant qu'« elle peut être utile » : « ça dépend comment on l'utilise, comment on intègre ses impacts qui peuvent être négatifs en matière de dérèglement climatique ».

### Laïcité, haine religieuse et raciale
Yannick Jadot qualifie la loi sur la laïcité de « joyau de la République ». En août 2016, il déclare : « Ceux qui hurlent contre le burkini sont aussi ceux qui privatisent une plage publique pour [une] famille saoudienne ». En septembre 2020, il s'inquiète que « des groupes tentent de remettre en question la sécularisation, de sortir des lois de la République au nom d’une idéologie ou de principes religieux » et déclare que le burkini « n’a rien à faire dans une piscine », suscitant l'hostilité d'une partie de la base militante d’EELV et la condamnation de Julien Bayou, secrétaire national du parti. Le lendemain, il indique « en [avoir] assez que l’opinion publique essaie d’imposer aux femmes la façon de s’habiller » et avoir « envie que chacun puisse vivre sa religion tranquillement ».
En novembre 2019, il signe l'appel à participer à la marche contre l'islamophobie, déclare cependant qu'il ne s'y rendra pas et ne pas valider « l'ensemble du texte ».
En février 2022, lors de la campagne électorale pour les présidentielles, il dénonce par ailleurs la place des idées d’extrême droite, qualifiant la campagne de « concours Lépine du racisme, de l’antisémitisme, du révisionnisme, de la haine… » Une situation qu'il explique par les politiques de fermeture des services publics de proximité, facteurs de d’insécurité économique et sociale.

### Nucléaire
Yannick Jadot explique être opposé à l'utilisation de l'énergie nucléaire pour la production électrique du fait « des risques d'accident majeur, [de] l'accumulation de déchets à haute activité et très longue durée de vie dont personne ne sait que faire, mais aussi [d]es risques de prolifération » qu'elle représente. Selon lui, développer le nucléaire « ne sauvera pas le climat ». Il a notamment critiqué Nicolas Hulot sur le report de l'objectif de baisse à 50 % de la part du nucléaire dans le mix électrique entre 2025 et 2035et recommande de « mettre le paquet sur les énergies renouvelables », « deux fois moins chères » que le nucléaire.
En revanche, Yannick Jadot n'envisage qu'une sortie du nucléaire civil « responsable », échelonnée sur une période de l’ordre d'une vingtaine d'années.
En 2022, après l'annonce par le président Macron de la construction de six EPR d'ici à 2050, Yannick Jadot déclare : « Il n'y a malheureusement que les dictateurs, et en France l'extrême droite, qui soutiennent encore le nucléaire ».

### Santé
Concernant la pandémie de Covid-19, Yannick Jadot soutient d'abord la vaccination obligatoire au lendemain de l'annonce par les laboratoires américain Pfizer et allemand BioNTech de l'efficacité de leur candidat-vaccin, alors que « cette position n'est pas majoritaire » au sein de son parti selon France Inter. Un mois plus tard, il préconise de « fonctionner par adhésion » et n'envisage la vaccination obligatoire qu'« en dernier ressort ».

### Outre-mer
Yannick Jadot souhaite faire des territoires ultramarins des « territoires zéro chômeurs », en orientant les politiques économiques vers la création sur place d'emplois contribuant à la protection de l'environnement et des océans, qu'il nomme des « emplois verts et bleus ».

## Publications
- Benoît Hamon, Yannick Jadot et Michel Wieviorka, La politique est à nous, Robert Laffont, 2017, 342 p.
- Aujourd'hui, tout commence !, Les Liens qui libèrent, 2019

## Synthèse des résultats électoraux

### Élections présidentielles
| Année | Parti | Parti | 1er tour  | 1er tour | 1er tour |
| Année | Parti | Parti | Voix      | %        | Rang     |
| ----- | ----- | ----- | --------- | -------- | -------- |
| 2022  |       | EÉLV  | 1 627 853 | 4,63     | 6e       |

### Élections européennes
Les résultats ci-dessous concernent uniquement les élections où il est tête de liste.
| Année | Liste          | Liste | Circonscription | %     | Rang    | Sièges obtenus |
| ----- | -------------- | ----- | --------------- | ----- | ------- | -------------- |
| 2009  |                | Verts | Ouest           | 16,65 | 3e      | 2 / 9          |
| 2014  |                | EÉLV  | Ouest           | 10,36 | 5e      | 1 / 9          |
| 2019  | France entière | EÉLV  | 13,48           | 3e    | 13 / 79 |                |

### Primaire présidentielle
| Année | Parti | Parti | 1er tour | 1er tour | 1er tour | 2d tour | 2d tour | 2d tour | Issue   |
| Année | Parti | Parti | Voix     | %        | Rang     | Voix    | %       | Rang    | Issue   |
| ----- | ----- | ----- | -------- | -------- | -------- | ------- | ------- | ------- | ------- |
| 2016  |       | EÉLV  | 4 395    | 35,61    | 1er      | 7 430   | 54,25   | 1er     | Désigné |
| 2021, |       | EÉLV  | 29 534   | 27,70    | 1er      | 52 210  | 51,03   | 1er     | Désigné |